# بارش

میزان بارندگی در جهان

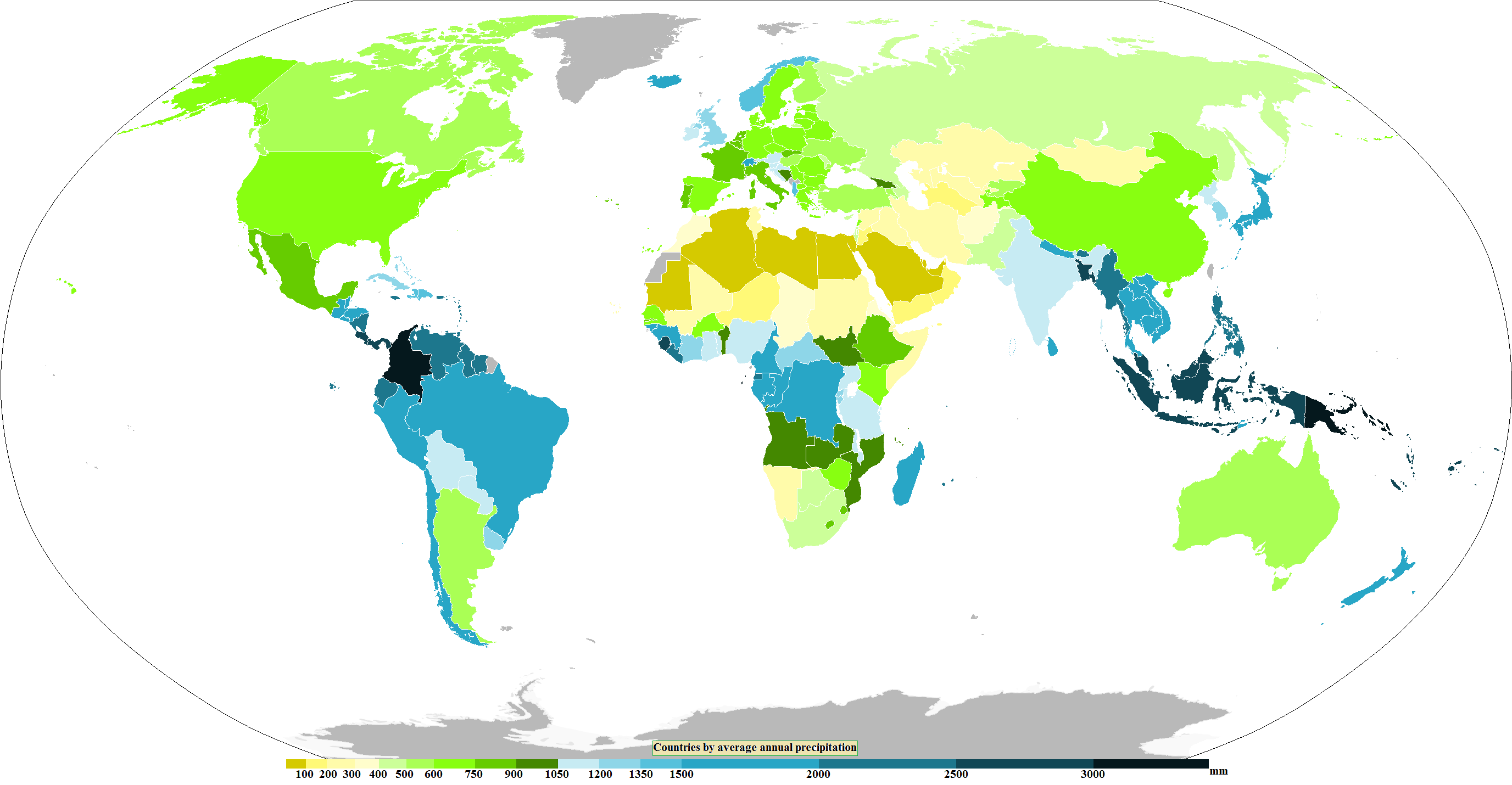
میانگین بارش سالانه در کشورهای جهان

بارش یا بارندگی (به انگلیسی: Precipitation) فرایندی است که طی آن بخار آب تحت شرایط جوی متراکم شده و به صورت مایع یا جامد بر اثر نیروی گرانش زمین بر سطح زمین ببارد. شکل‌های اصلی بارندگی شامل نم‌نم باران، باران، برف و باران، برف و تگرگ است.
بارش زمانی روی می‌دهد که در منطقه‌ای از آسمان بخار آب آن‌قدر اشباع شده باشد که در اثر تراکم زیاد تبدیل به مایع شده و به زمین ببارد. بنابرین مِه و میغ بارش به حساب نمی‌آیند، زیرا در آنها بخار آب آن قدر متراکم نمی‌شود که بتواند ببارد. معمولاً ریزش‌های آسمانی به سطح برخورد می‌کنند، ولی استثنائی هم وجود دارد که میلابی نامیده می‌شود و پیش از رسیدن به سطح دوباره بخار می‌شود.
قطره‌ها یا گلوله‌های بارش پس از برخورد با دیگر قطره‌ها یا بلورهای یخ درون ابرها با آنها یکی می‌شوند. قطره‌های باران از نظر اندازه گوناگون هستند. گلوله‌های برف بسته به ویژگی‌های دمایی یا رطوبتی هوایی که از آن می‌گذرند تا به زمین برسند دارای فرم‌ها و الگوهای گوناگونی هستند. گلوله‌های برف برای به زمین رسیدن نیاز دارند که دمای سطح زمین نزدیک صفر یا زیر صفر باشد، ولی فرایند شکل‌گیری تگرگ به گونه است که برای به زمین رسیدن به دمای بالاتری نیاز دارد. اگر رطوبت کافی و حرکت رو به بالا وجود داشته باشد، بارش از ابرهای فشرده‌ای چون کومولونیمبوس می‌تواند ببارد. بارش بخش عمده‌ای از چرخهٔ آب محسوب شده و فراهم کنندهٔ آب شیرین بر روی سیاره زمین است. سیستم‌های طبقه‌بندی اقلیمی مانند سامانه طبقه‌بندی اقلیمی کوپن از میانگین باران سالانه برای تقسیم‌بندی اقلیم‌های مختلف بهره می‌برند.

## اندازه‌گیری

### بارش مایع
بارندگی (شامل باران و باران‌ریزه معمولاً با استفاده از دستگاه باران‌سنج اندازه‌گیری می‌شود و ارتفاع یا عمق آن با یکای میلی‌متر بیان می‌شود. به‌طور معادل، می‌توان مقدار بارندگی را به‌صورت یک کمیت فیزیکی با ابعاد حجم آب در هر منطقه جمع‌آوری با یکاهای لیتر در متر مربع (L/m2) بیان کرد. از آنجا که ۱ میلی‌متر باران معادل ۱ لیتر آب در ۱ متر مربع است، حجم باران به سادگی با یکای اندازه‌گیری میلی‌متر بیان می‌شود. این عدد با چگالی سطح که با کیلوگرم بر متر مربع (kg/m2) بیان می‌شود نیز مطابقت دارد؛ اگر فرض کنیم ۱ لیتر آب جرمی معادل ۱ کیلوگرم دارد (چگالی آب)، که برای اکثر اهداف عملی قابل قبول است. یکای انگلیسی متناظر مورد استفاده معمولاً اینچ است. در استرالیا قبل از پذیرش دستگاه متریک، میزان بارندگی نیز بر حسب «پوینت» اندازه‌گیری می‌شد که که هر پوینت برابر با یک صدم اینچ تعریف شده بود.

### بارش جامد
معمولاً برای اندازه‌گیری میزان بارش جامد از برف‌سنج استفاده می‌شود. میزان بارش برف معمولاً بر حسب سانتی‌متر با جمع‌کردن برف در یک ظرف و سپس اندازه‌گیری ارتفاع آن اندازه‌گیری می‌شود. سپس می‌توان برف را به صورت اختیاری ذوب کرد تا مانند بارش مایع، اندازه‌گیری آب معادل آن در میلی‌متر به دست آید. رابطه بین ارتفاع برف و آب معادل آن به محتوای آب برف بستگی دارد؛ بنابراین، آب معادل برف تنها می‌تواند تخمینی تقریبی از عمق برف ارائه دهد. سایر شکل‌های بارش جامد، مانند برف‌دانه و تگرگ و حتی برف‌باران (باران و برف آمیخته) را نیز می‌توان ذوب کرده و به عنوان معادل آب بارش مربوط به آن اندازه‌گیری کرد. مقدار آب معادل معمولاً بر حسب میلی‌متر به‌عنوان معادل بارش مایع بیان می‌شود.

## نقش بارش در طبقه‌بندی اقلیمی کوپن
| Af Am Aw/As |  | BWh BWk BSh BSk |  | Csa Csb Csc |  | Cwa Cwb Cwc |  | Cfa Cfb Cfc |  | Dsa Dsb Dsc Dsd |  | Dwa Dwb Dwc Dwd |  | Dfa Dfb Dfc Dfd |  | ET EF |

نقشه به‌روزرسانی‌شده طبقه‌بندی اقلیمی کوپن-گایگر

طبقه‌بندی اقلیمی کوپن به مقادیر متوسط ماهانه دما و بارندگی بستگی دارد. متداول‌ترین شکل طبقه‌بندی کوپن دارای پنج نوع اصلی اقلیم است که از A تا E برچسب‌گذاری شده‌اند. به‌طور خاص، انواع اولیه A، حاره‌ای؛ B، خشک؛ C، عرض‌های جغرافیایی میانی؛ D، عرض‌های جغرافیایی میانی سرد؛ و E، قطبی هستند. پنج طبقه‌بندی اولیه را می‌توان به طبقه‌بندی‌های ثانویه مانند جنگل بارانی، موسمی، ساوانای حاره‌ای، جنب‌حاره‌ای مرطوب، قاره‌ای مرطوب، اقلیم اقیانوسی، اقلیم مدیترانه‌ای، استپ، اقلیم جنب‌شمالگان، توندرا، کلاهک یخی قطبی و بیابان تقسیم کرد.
جنگل‌های بارانی با بارندگی زیاد مشخص می‌شوند و تعاریف حداقل بارندگی نرمال سالانه را بین ۱٬۷۵۰ و ۲٬۰۰۰ میلیمتر (۶۹ و ۷۹ اینچ) تعیین می‌کنند. ساوانای حاره‌ای یک زیست‌بوم علفزاری است که در مناطق اقلیمی نیمه‌خشک تا نیمه مرطوب در عرض‌های جغرافیایی حاره‌ای و جنب‌حاره‌ای با بارندگی بین۷۵۰ و ۱٬۲۷۰ میلیمتر (۳۰ و ۵۰ اینچ) در سال قرار دارد. ساوانای حاره‌ای در آفریقا گسترده شده و همچنین در هند، بخش‌های شمالی آمریکای جنوبی، مالزی و استرالیا یافت می‌شود. منطقه اقلیمی جنب‌حاره‌ای مرطوب جایی است که بارندگی زمستانی (و گاهی بارش برف) با توفان‌های بزرگ همراه است که بادهای غرب‌وزان را از غرب به شرق هدایت می‌کند. بیشتر بارندگی‌های تابستانی در توفان‌های تندری و چرخندهای حاره‌ای گاه به گاه رخ می‌دهد. اقلیم جنب‌حاره‌ای مرطوب در سمت شرقی قاره‌ها، تقریباً بین عرض‌های جغرافیایی ۲۰ تا ۴۰ درجه از خط استوا قرار دارد.
اقلیم اقیانوسی (یا دریایی) معمولاً در امتداد سواحل غربی در عرض‌های جغرافیایی میانی تمام قاره‌های جهان و هم‌مرز با اقیانوس‌های خنک و نیز در جنوب شرقی استرالیا یافت می‌شود. این اقلیم با بارش فراوان در طول سال همراه است. اقلیم مدیترانه‌ای شبیه آب و هوای سرزمین‌های حوضه مدیترانه، بخش‌هایی از غرب آمریکای شمالی، بخش‌هایی از غرب و جنوب استرالیا، در جنوب غربی آفریقای جنوبی و در بخش‌هایی از مرکز شیلی است. این اقلیم با تابستان‌های گرم و خشک و زمستان‌های خنک و مرطوب مشخص می‌شود.  استپ به علفزارهای خشک گفته می‌شود. اقلیم جنب‌شمالگان سرد با خاک منجمد دائمی و بارش کم است.